# Gyurkovics Hunor
Gyurkovics Hunor (Pécs, 1941. december 31. –) magyar festő, grafikus. A Csurgói Művésztelep tagja.

## Életpályája
Szülei: Gyurkovics Ernő és Boros Irén voltak. 1948–1952 között Harasztiban, 1953–1957 között Vörösmartban tanult. 1957–1958 között Eszéken kezdte a gimnáziumot, majd 1958–1964 között az újvidéki Iparművészeti Középiskola grafikai szakán tanult. 1964–1969 között a belgrádi Iparművészeti Akadémia reklámgrafika szakos hallgatója volt, ahol Milos Ćirić oktatta. 1971-től a szabadkai Pedagógiai Akadémia képzőművészet és módszertan tanára. 1971 óta kiállító művész. Szabadkán él.

## Magánélete
Felesége Farkas Mária. Három gyermeke van; Réka, Róna, Virág.

## Kiállításai

### Egyéni
- 1970 Zágráb
- 1973 Hajdúböszörmény, Tokaj
- 1975 Újvidék
- 1979 Szabadka, Szeged
- 1981-1983 Balmazújváros
- 1985 Zenta
- 1989 Sárvár
- 1997 Budapest
- 1992 Makó
- 1994 Érd

### Válogatott, csoportos
- 1989 Budapest
- 1990, 1997 Zenta
- 1992-1994 Makó
- 1997 Szabadka

## Díjai
- Aranyforma-díj (1974)
- Káplár Miklós-díj (1989, 1992)
- Szervátiusz-díj (2005)